# Serra da Miaba
Serra da Miaba faz parte do Domo de Itabaiana, um complexo de Serras residuais baixas do Pré-Cambriano, formadas pelo soerguimento de camada mais interna da crosta terrestre. Além dela fazem parte do Domo: Serra de Itabaiana, Serra Comprida, Serra da Ribeira e a Serra do Machado. Sua maior porção, no entanto encontra-se em território de São Domingos.  Localizada a 70 km da capital, com altitude de 630 metros.
Os povoados  Gameleira, Cercado, Terra Vermelha, que dão acesso à mesma.
As litologias dominantes são ortognaisses miloníticos bandados (ortognaisse - rocha de origem ígnea que foi reaquecida e deformada, transformando-se em metamórficas; milonítico - rocha que sofreu intensa deformação pela zona de cisalhamento, com diminuição do tamanho dos seus constituintes), de composição granítica a granodiorítica, com intercalações de anfibolitos e gabros, por vezes com feições migmatíticas refletindo vários estágios de anatexia (fusão diferencial das rochas).
Situada em território dos municípios de Macambira, São Domingos, Lagarto e Campo do Brito; a área é insuficientemente conhecida por estudos científicos. Apresenta um habitat de caatinga com floresta estacional.
Apesar de não possuir infra-estrutura adequada, se destaca como ponto de exploração turística pela sua vegetação florística, suas piscinas e quedas d água naturais. Ocorre no médio-baixo curso do rio Vaza-Barris, o clima dominante é sub-úmido seco a semi-árido.
O seu ponto mais alto é regionalmente conhecido como “Cruzeiro”, pela presença de três cruzes de madeira fincadas no terreno; outro ponto conhecido é o dito “Poço 17”, uma piscina natural com pequenas quedas dágua em solo rochoso e circundado pela vegetação local.